# トゥ・ザ・シー
『トゥ・ザ・シー』（To The Sea）は、ジャック・ジョンソンの5枚目のアルバム。

## 概要
- G・ラヴ、ポーラ・フンガが参加している。

## 収録曲
1. ユー・アンド・ユア・ハート You And Your Heart
2. トゥ・ザ・シー To The Sea
3. ノー・グッド・ウィズ・フェイセズ No Good With Faces
4. アット・オア・ウィズ・ミー At Or With Me
5. ホエン・アイ・ルック・アップ When I Look Up
6. フロム・ザ・クラウズ From The Clouds
7. マイ・リトル・ガール My Little Girl
8. ターン・ユア・ラヴ Turn Your Love
9. アップセッター The Upsetter
10. レッド・ワイン、ミステイクス、ミソロジー Red Wine, Mistakes, Mythology
11. ピクチャーズ・オブ・ピープル・テイキング・ピクチャーズ Pictures Of People Taking Pictures
12. エニシング・バット・ザ・トゥルース Anything But The Truth
13. オンリー・ジ・オーシャン Only The Ocean
14. ホワット・ユー・ソート・ユー・ニード - ライヴ・フロム・ヨコハマ What You Thought You Need - Live from Yokohama April 13th, 2008（日本盤のみボーナス・トラック）